# Zsolt Czingler
Zsolt Czingler (* 26. April 1971 in Budapest) ist ein ehemaliger ungarischer Leichtathlet, der sich auf den Dreisprung spezialisiert hat und aktuell Inhaber des Landesrekordes ist. 1999 gewann er die Bronzemedaille bei den Hallenweltmeisterschaften in Maebashi.

## Sportliche Laufbahn
Erste internationale Erfahrungen sammelte Zsolt Czingler vermutlich im Jahr 1989, als er bei den Junioreneuropameisterschaften in Varaždin mit einer Weite von 15,67 m den sechsten Platz belegte. Im Jahr darauf gelangte er bei den Juniorenweltmeisterschaften in Plowdiw mit 15,61 m auf Rang zehn und 1993 schied er bei den Weltmeisterschaften in Stuttgart mit 16,32 m in der Qualifikationsrunde aus. Im Jahr darauf wurde er bei den Europameisterschaften in Helsinki mit 16,21 m Elfter und 1995 brachte er bei den Weltmeisterschaften in Göteborg in der Vorrunde keinen gültigen Versuch zustande. 1996 nahm er an den Olympischen Sommerspielen in Atlanta teil und verpasste dort mit 16,35 m den Finaleinzug. Im Jahr darauf schied er bei den Hallenweltmeisterschaften in Paris mit 16,69 m in der Vorrunde aus und im August verpasste er bei den Freiluftweltmeisterschaften in Athen mit 16,04 m den Finaleinzug. Anschließend gelangte er bei der Sommer-Universiade in Catania mit 15,92 m auf Rang zwölf. 1998 belegte er bei den Halleneuropameisterschaften in Valencia mit 16,56 m den neunten Platz und im August wurde er bei den Freilufteuropameisterschaften in Budapest mit 17,03 m Siebter. Zudem stellte er im selben Jahr mit 17,24 m einen neuen Landesrekord auf. Im Jahr darauf gewann er bei den Hallenweltmeisterschaften in Maebashi mit 16,98 m die Bronzemedaille hinter dem Deutschen Charles Friedek und LaMark Carter aus den Vereinigten Staaten. Im August brachte er dann bei den Freiluftweltmeisterschaften in Sevilla in der Qualifikationsrunde keinen gültigen Versuch zustande. 2000 belegte er bei den Halleneuropameisterschaften in Gent mit 17,00 m den vierten Platz und im September verpasste er bei den Olympischen Sommerspielen in Sydney mit 16,52 m den Finaleinzug. Im Jahr darauf beendete er dann seine aktive sportliche Karriere im Alter von 30 Jahren.
In den Jahren von 1995 bis 2000 wurde Czingler ungarischer Meister im Dreisprung im Freien sowie 1998 auch in der Halle.